# District de Mauléon (Basses-Pyrénées)
Pour les articles homonymes, voir District de Mauléon.
Le district de Mauléon est une ancienne division territoriale française du département des Basses-Pyrénées de 1790 à 1795.
Il fut créé par le décret de l'Assemblée constituante du 8 février 1790. Ce décret indiquait que les "districts auront provisoirement seulement, pour limites, celles propres aux provinces du Béarn, de Soule, Navarre et Labour". Le district de Mauléon correspondait donc au territoire de la Soule.
Il était composé des cantons de Mauléon, Barcus, Domezain, Sunharette et Tardets.
Les districts disparaissent de la législation en 1795 et la loi du 28 pluviôse an VIII (17 février 1800) les  remplace par les arrondissements.
Le territoire du district de Mauléon se trouve alors intégralement inclus dans l'arrondissement de Mauléon auquel est également adjointe une partie du district de Saint-Palais.